# 王沐
王沐（1908年—1992年），原名王谈恕，中国道教学者、丹功专家。他曾任中国道教协会常务理事，并且是全真教龙门派第二十三代宗字辈。

## 生平
王沐本名谈恕，又名王谈恕，生于河北省乐亭县谈家村。王沐出身于中医家庭，父亲为中医，母亲为道教徒。家中多藏医籍道经，王沐幼年时涉猎其间，多受影响。王沐自幼即可背诵《太阳经》。后初读丹经，不问门派，但贪广览，搜寻善本杂练各家丹功。
十二岁时，王沐在父亲书房中发现一本符箓派著作《万法归宗》，由于父母禁止年幼的孩子读此类书籍，王沐便躲到后花园中，以背书为名，按《万法归宗》修炼符箓派功法，希望能够呼风唤雨。二十年代后期，王沐随父去往哈尔滨，在哈尔滨读完了中学，大学，毕业于哈尔滨政法大学。
1932年，王沐供职国立北平图书馆，主管缮本书和线装古籍。1935年，留学日本东京学习法律。1936年经友人介绍，专程前往山东济南拜师郝姓高道，受龙门律宗戒，为宗字辈。从师受丹功口诀，苦学三年，专炼全真派丹法，由博返约。
二十世纪三十年代中期，王沐（当时名为王谈恕）与王蔼依一同在北平开办华宫食堂，位于的东安门大街儿童剧场对面（原真光电影院）。华宫食堂主营俄式西餐，著名菜品有：奶汁烤大虾、奶油烤鲈鱼、奶汁烤杂拌、罐焖牛肉、罐焖子鸡，以及煎比目鱼、清汤龙须菜等。华宫食堂一直经营到二十世纪六十年代。
文革期间，由于王沐练功不求虚名，不声张，只求养生，故而他的功法鲜为人知，也未受到冲击。文革后，王沐从河北老家返京，与次子王兆辉一家共住在北京市东城区东四北大街。
王沐返京后任道教协会第四届理事会理事，羽化后被追认为常务理事。
二十世纪八十年代，王沐在北京白云观举办道教知识讲座，到场听讲的包括张继禹、胡孚琛等道教知名人士。该讲座被收录到1988中央新闻纪录电影制片厂的《中国道教纪录片》中。
1992年，羽化于北京市东城区东四十条家中。

## 社会任职
- 北京第二十二中学语文教师
- 中国道教协会第四届理事会理事

## 家族
王沐一生中两次婚姻，第一任妻子姓名不详，育长子王兆庚。第二任妻子名为徐哲媛，黑龙江讷河人，育次子兆辉及三子兆宏。
- 长子王兆庚居于黑龙江哈尔滨，已故。
- 次子王兆辉（1939-2022）为油画家、雕塑艺术家，师从吴冠中、白雪石、邵晶坤等人。
- 三子王兆宏为食品工业专家，曾任哈尔滨商学院旅游烹饪系主任，已故。

## 著作
- 《内丹养生功法指要》
- 宋代《<悟真篇>浅解》，原书为宋代张伯端所著，王沐浅解
- 《道教五派丹法精选》，原书为元代李道纯著，王沐选编

## 后世纪念
王沐逝世后，中国道教学院朱越利教授作诗《悼王沐先生》纪念

## 外部連結
- 中国道教协会 第四届理事会 （页面存档备份，存于）